# ليلي سوبيسكي
ليلي سوبيسكي (بالإنجليزية: Leelee Sobieski) ، من مواليد 10 يونيو 1983م ، وهي ممثلة أمريكية.

## وصلات خارجية
- ليلي سوبيسكي على موقع IMDb (الإنجليزية)
- ليلي سوبيسكي على موقع روتن توميتوز (الإنجليزية)
- ليلي سوبيسكي على موقع ألو سيني (الفرنسية)
- ليلي سوبيسكي على موقع أول موفي (الإنجليزية)
- ليلي سوبيسكي على موقع قاعدة بيانات الأفلام السويدية (السويدية)
- ليلي سوبيسكي على موقع إن إن دي بي (الإنجليزية)
- ليلي سوبيسكي على موقع ديسكوغز (الإنجليزية)
- ليلي سوبيسكي على موقع قاعدة بيانات الفيلم (الإنجليزية)
- ليلي سوبيسكي على موقع كينوبويسك (الروسية)